# Ciprofloksacin
Ciprofloksacín je baktericidna učinkovina iz skupine fluorokinolonov, ki deluje kot zaviralec DNA-giraze. Uporablja se za zdravljenje številnih bakterijskih okužb, vključno z okužbami kože, kosti in sklepov, spolovil, sečil, dihal in prebavil (na primer nekaterih vrst bakterijskih drisk). V nekaterih primerih se uporablja v kombinaciji z drugimi antibiotiki. Uporablja se peroralno (z zaužitjem) ali intravensko, na voljo pa so tudi pripravki v obliki kapljic za oko.
Pogosti neželeni učinki vključujejo slabost, bruhanje, drisko in izpuščaj. Pri uporabi ciprofloksacina je povečano tveganje za pretrganje kit (predvsem ahilove tetive) in za poslabšanje mišične oslabelosti pri bolnikih z z nevrološko motnjo, imenovano miastenija gravis. Kaže, da je pogostnost neželenih učinkov večja kot pri nekaterih drugih antibiotikih, na primer tistih iz skupine cefalosporinov, vendar manjša kot na primer pri klindamicinu. Raziskave na živalih kažejo na določena tveganja pri uporabi med nosečnostjo, vendar podatki na ljudeh, na osnovi majhnega števila nosečnic, niso pokazali škodljivih učinkov. Podatki kažejo, da je uporaba med dojenjem varna, vendar se ciprofloksacin izloča v materino mleko in zaradi možnega tveganja za poškodbe sklepov se
ciprofloksacin med dojenjem ne sme uporabljati. Spada v skupino fluorokinolonov druge generacije s širokim spektrom delovanja. Ima baktericidni učinek, kar pomeni, da povzroči smrt bakterijskih celic.
Ciprofloksacin so utržili leta 1987. Uvrščen je na seznam osnovnih zdravil Svetovne zdravstvene organizacije, torej med najpomembnejša učinkovita in varna zdravila, potrebna za normalno zagotavljanje zdravstvene oskrbe.